# Aristarchos (astronom)
Aristarchos från Samos, född omkring 310 f Kr, död 230 f Kr, var en grekisk astronom och matematiker. Han är känd som en tidig förespråkare av den heliocentriska världsbilden samt för sina beräkningar av månens och solens storlek.

## Heliocentrism
I viss mån var Aristarchos en efterföljare till pytagoréen Filolaos och en föregångare till Copernicus, i det han förmodade att jorden rör sig omkring solen och inte tvärtom. Men i motsats till Filolaos hade han såväl identifierat centralelden med solen, som satt övriga planeter i rätt ordning från solen. Han var därmed antagligen den första som beskrev en heliocentrisk världsbild.
Aristarchos fick dock inga lärjungar. Hans hypotes passade inte längre in grekernas föreställningsvärd, som hade lämnat den spekulativa perioden och gått in i ett mer auktoritetsbundet skede. Arkimedes tog dock hans teori ad notam av matematiska skäl, när han skrev sitt verk Archimedis Syracusani Arenarius & Dimensio Circuli ("Sandräknaren"). Främst därigenom kom den heliocentriska världsbilden att överleva och åter aktualiseras genom Nicolaus Cusanus och i synnerhet Copernicus.
Man kan argumentera för att Aristarchos drabbades av ett problem som skulle gå igenom hela filosofihistorien - spänningen mellan konservatism och revolution, mellan vad man anser sig veta säkert och vad man inte kan veta - där den mest seriösa diskussionen inom modern vetenskapsteori har förts av Thomas Kuhn, Karl Popper, Imre Lakatos, Paul Feyerabend och senast även av svenske filosofen Sören Halldén. Aristarchos idé placerades i bakgrunden för att den ledde bort från det huvudstråk, som redan hade stakats ut av de skolbildande giganterna inom filosofin: Platon och Aristoteles. Ett exempel på huvudstråks-syndrom, "mainstream", som gjorde att vi fick vänta i 1800 år på en bästa möjliga världsbild.

## Om månens och solens storlek och avstånd
Genom att observera månen då den passerade genom jordens skugga under en månförmörkelse, beräknade Aristarchos att jordens diameter är 3 gånger större än månens. Den korrekta siffran är ca 3,7.
Aristarchos gjorde också ett teoretiskt riktigt, men praktiskt mindre exakt, försök att bestämma förhållandet mellan solens och månens avstånd från jorden. Månens avstånd från jorden var känt med god noggrannhet. Han försökte mäta solens parallax genom att observera vinkelavståndet mellan månen och solen precis vid halvmåne. Han fann härigenom parallaxen vara 3 grader, vilket är ungefär 20 gånger för stort. Resultatet var att han uppskattade solens avstånd som 20 gånger större än månens avstånd och att solen är 20 gånger större än månen. De korrekta uppgifterna är 390 respektive 370. Aristarchos konstaterade dock ändå korrekt att solen ligger långt bort och är stor.
Svårigheten ligger i att tillräckligt noga avgöra tidpunkten, när månen blir exakt halv. Även Ptolemaios misslyckades med Aristarchos' metod några hundra år senare. Antikens astronomer hade helt enkelt inte möjlighet att beräkna avstånden till solen och planeterna. Yajnavalkya påstås ha gjort samma sak, men med större framgång, flera hundra år tidigare i Indien. Yajnavalkya anses också ha lanserat en heliocentrisk världsbild, och blir i så fall också där en föregångare till Aristarchos.

## Eftermäle
År 1651 döpte astronomen Giovanni Battista Riccioli månkratern Aristarchus efter Aristarchos. Även asteroiden 3999 Aristarchus har fått sitt namn efter honom.